# Teh Kew San
Teh Kew San (郑求山) (nacido en 1934) fue un jugador de bádminton nacido en Malasia que ganó títulos nacionales e internacionales en los años 1950s y 1960s. Un jugador muy competitivo y completo, participó tanto en los eventos de singles varonil, como en dobles de varones y mixtos.
Sus éxitos más grandes fueron en los eventos de dobles varonil, jugando de pareja de Lim Say Hup. Dicha pareja ganó un sinnúmero de importantes torneos internacionales en tres continentes, incluidos el prestigioso All-England en 1959. Teh Kew San también ganó el campeonato de singles y dobles del Torneo Internacional de la Ciudad de México en 1960 y los Juegos Asiáticos en 1962. Conocido por su agilidad y habilidad con la raqueta, fue cuatro veces miembro del equipo de Malasia que compitió en la Thomas Cup (1958, 1961, 1964, 1967), fungiendo como capitán del equipo que ganó dicha competición mundial en 1967.